# Elizabeth Cary Agassiz
Elizabeth Cabot Cary Agassiz (ur. 5 grudnia 1822 w Bostonie, zm. 27 czerwca 1907 w Arlington) – amerykańska przyrodniczka, pionierka edukacji kobiet, pierwsza rektorka Radcliffe College.

## Życie i praca
Urodziła się w Bostonie w stanie Massachusetts 5 grudnia 1822 r., jako drugie z siedmiorga dzieci prawnika, absolwenta Harwardu, biznesmena, który został skarbnikiem Hamilton and Appleton Mills w Lowell (Massachusetts), Thomasa Graves Cary’ego. Jej matka, Mary Ann Cushing Perkins Cary, była jedną z córek Thomasa Handasyda Perkinsa, bogatego obywatela i głównego darczyńcę w Bostonie. Wychowana w wygodnych warunkach, uczyła się głównie w domu (języki obce, malowanie, gra na pianinie) pod kierunkiem guwernantki; krótko chodziła do szkoły Elizabeth Peabody, gdzie uczyła się historii.
W 1846 r. poznała Luisa Agassiza, profesora historii naturalnej na Uniwersytecie Neuchâtel w Szwajcarii. W 1848 r. Agassiz przeniósł się na stałe do Stanów Zjednoczonych, by objąć pozycję wykładowcy na Uniwersytecie Harwardzkim. W 1850 r. wzięli ślub. Zajęła się wówczas prowadzeniem domu i wychowaniem trójki pasierbów. Ich małżeństwo było partnerstwem, w którym Elizabeth Agassiz zarządzała ich skomplikowanym domem, była oddaną matką trojga pasierbów, gospodynią i asystentką męża, który utrzymywał, że „bez niej nie mógłbym istnieć”.
W 1856 r. założyła szkołę dla dziewcząt w swym domu w Cambridge w Massachusetts. Nie posiadając odpowiedniego wykształcenia sama nie uczyła, lecz przysłuchiwała się lekcjom historii naturalnej, które prowadził jej mąż. Zdobytą w ten sposób wiedzę zawarła w opublikowanej w 1859 r. książce A First Lesson in Natural History (Pierwsza lekcja historii naturalnej). W 1865 r. ukazała się drukiem książka o zwierzętach morskich żyjących w zatoce Massachusetts, Seaside Studies in Natural History (Nadmorskie studia przyrodnicze), napisana wspólnie z pasierbem Alexandrem Agassizem.
Po rozwiązaniu szkoły w 1863 r. zaczęła czynnie uczestniczyć w pracach naukowych męża. W latach 1865–1866 towarzyszyła mu w wyprawie do Brazylii. Podczas wyprawy prowadziła dziennik i dokumentację. W 1868 r. opublikowali wspólnie książkę A Journey in Brazil (Brazylijska Podróż), na którą złożyły się fragmenty jej dziennika, informacje o odkryciach przyrodniczych dokonanych podczas tej podróży, jak również opis brazylijskiego społeczeństwa. Książka cieszyła się dużą poczytnością.
15 października 1869 r. została jedną z pierwszych członkiń – obok Mary Fairfax Somerville i Marii Mitchell – Amerykańskiego Towarzystwa Filozoficznego (American Philosophical Society).
W 1871 r. pomogła zorganizować i uczestniczyła w Hassler Expedition (1871-1872); pierwszej znaczącej wyprawie badawczej wzdłuż wybrzeży Ameryki Południowej, sponsorowanej przez rząd Stanów Zjednoczonych. Wiele z zebranych eksponatów trafiło do Muzeum Zoologicznego w Harwardzie.
W 1873 r. małżeństwo Agassiz założyło szkołę koedukacyjną o charakterze laboratorium morskiego, Anderson School of Natural History, na wyspie Penikese w Massachusetts.
Louis Agassiz zmarł 14 grudnia 1873 r. Dwa lata później Elizabeth wydała jego biografię Louis Agassiz, his Life and Correspondence (Louis Agassiz, jego życie i korespondencja).
Elizabeth Cary Agassiz żywiła silne przekonanie, że kobiety powinny mieć możliwość studiowania tych samych przedmiotów i pod kierunkiem tych samych profesorów, co mężczyźni. W 1879 r. po długich zabiegach udało się jej i kilku innym wizjonerkom założyć filię Harwardu (Harvard Annex) dla kobiet pod nazwą Society for the Collegiate Instruction of Women (Stowarzyszenie dla Kształcenia Akademickiego Kobiet). Początkowo w filii tej, którą zarządzała, studiowało 27 kobiet. W 1894 r. Harvard Annex przekształcił się w Radcliffe College.
Zmarła 27 czerwca 1907 r. w Arlington w Massachusetts z powodu udaru krwotocznego mózgu.